# Калверт (остров)
Калверт (англ.  Calvert Island) — остров у тихоокеанского побережья канадской провинции Британская Колумбия.

## География
Остров лежит на востоке залива Королевы Шарлотты в 100 км к северу от города Порт-Харди, расположенного в северной части острова Ванкувер.
Несколько меньших островов расположены к северу от острова Калверт, через пролив Куакшуа, самый крупный из которых — остров Хекате площадью 44 км². Пролив Хакай отделяет эти прибрежные острова от прибрежных островов острова Хантер. На востоке берега острова омываются водами пролива Фицхью, отделяющего остров от материковой части Канады. Устье узкого залива Риверс-Инлет находится восточнее южной оконечности острова.
Площадь острова Калверт составляет 329 км². Длина береговой линии 124 км. Длина острова составляет 32 км, ширина — от 3-х до 16 км. Максимальная высота над уровнем моря равна 1045 метров.

## История
Остров Калверт получил название в 1788 году от британского мехоторговца Чарльза Дункана, капитана шлюпа «Принсесс-Ройал». Скорее всего остров назван в честь семьи Калверт, и, возможно, в честь лорда Сесила Калверта, второго барона Балтимора. Это название было сохранено Джорджем Ванкувером, который нанёс его на свои карты.
Прямо к северу от острова Калверт в проливе Хакай находится заповедник Хакай Люксвбалис. Расположенный на 1200 км² земли и моря, заповедник является наибольшей морской природоохранной зоной на побережье Британской Колумбии. Рекреационная зона Хакай, занимающая 50 707 гектаров, включает северную часть острова Калверт и южную часть острова Хантер, а также многочисленные более мелкие острова.
Люди появились на острове Калверт в период от 13 317 до 12 633 л. н., о чём свидетельствуют отпечатки 29 человеческих следов, найденные при раскопках в глинистых отложениях острова.